# Trigedasleng
Trigedasleng er det sprog, som tales af jordboerne i den amerikanske tv-serie The 100. Sproget tales blandt andet af jordboernes leder, Lexa. Trigedasleng blev skabt af David J. Peterson., som også har skabt nye sprog til andre tv-serier, for eksempel i tv-serien Game of Thrones.